# Conspiració dels Pazzi

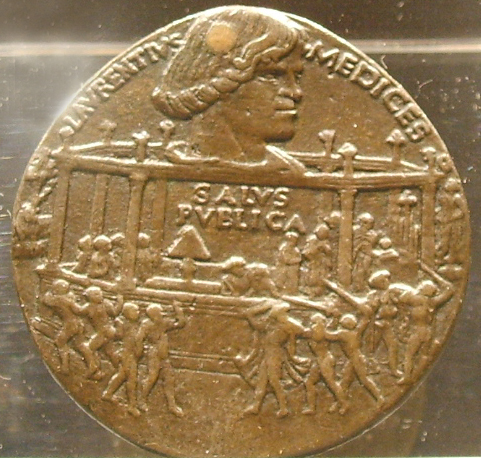
Medalla commemorativa de la victòria de Llorenç de Mèdici en la Conspiració dels Pazzi.

La Conspiració dels Pazzi va ser una conjura tramada per la família dels Pazzi contra els germans Lorenzo i Giulliano de la família dels Mèdici, que va tenir lloc l'any 1478 a la ciutat de Florència, amb la finalitat d'aconseguir el poder sobre la ciutat.

## Origen de la Família Pazzi

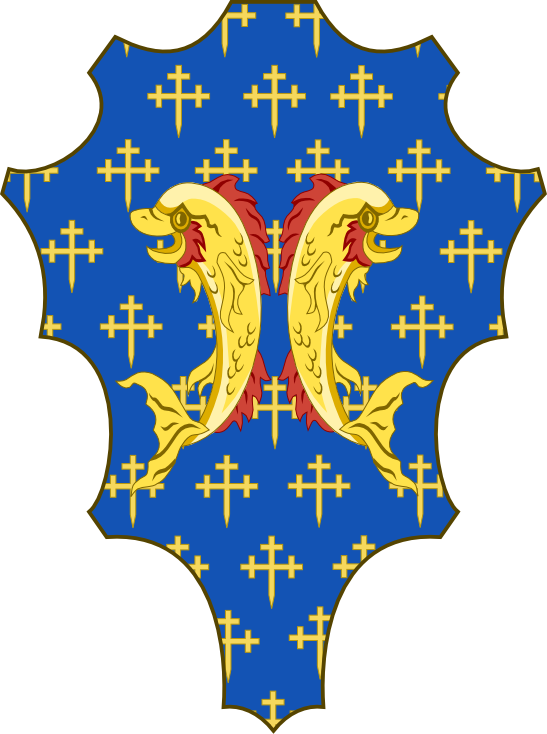
Escut d'armes de la Família Pazzi.

La Família Pazzi eren nobles toscans que havien esdevingut banquers a Florència al segle xiv. Andrea de Pazzi fou el promotor de la Sala capitular de Brunelleschi per a la comunitat franciscana a la Basílica de la Santa Creu de Florència, sovint coneguda com la Capella Pazzi.
La família provenia de Pazzo ("el boig"), un dels primers soldats que van grimpar per les muralles en el Setge de Jerusalem durant la Primera Croada, duent amb ell una pedra de la Basílica del Sant Sepulcre. Posteriorment un membre de la família Pazzi tingué el privilegi d'encendre una llum amb aquesta pedra els Dissabtes Sant, quan tots els focs de la ciutat s'apagaven, i així mateix aquesta llum passà a ser la que anualment revifaria la llum a l'altar de la Catedral de Florència.
Rivals menors dels Mèdici, els Pazzi van estar involucrats en una conspiració per a reemplaçar als Mèdici com a governants de facto de la República de Florència amb Girolamo Riario, un nebot de Francesco della Rovere, que regnava com a papa amb el nom de Sixt IV. La política de força, sovint despietada en el Renaixement italià, era el principal motiu.

## La Conspiració

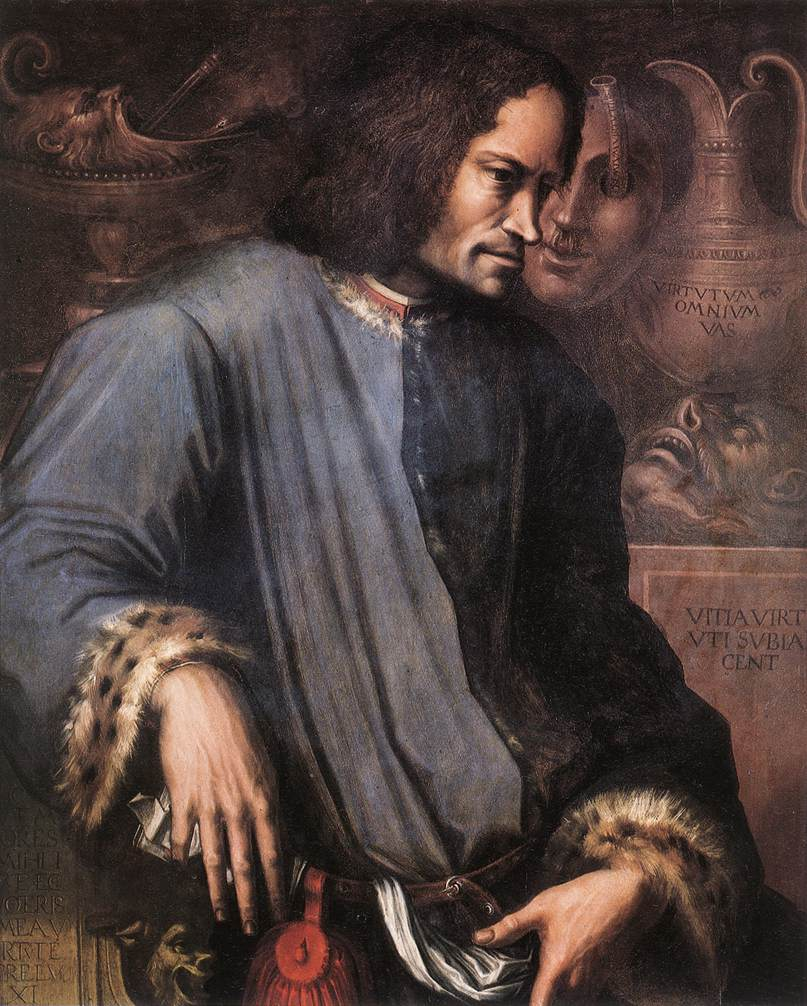
Imatge de Llorenç de Mèdici, obra de Giorgio Vasari (Galeria dels Uffizi).

### Orígens
La família Pazzi no va ser la instigadora de la conspiració, sinó que aquest fet es degué als Salviati, banquers papals a Florència. Sixt IV, ferm enemic dels Mèdici, havia comprat el senyoriu d'Imola, un baluard en la frontera entre el territori papal i el toscà, un senyoriu que Llorenç volia per a Florència. La compra va ser finançada pel banc Pazzi, fins i tot encara que Francesco de Pazzi havia promès a Llorenç que no ajudarien al Papa.
Com a recompensa, el papa Sixt IV va garantir als Pazzi un monopoli a les mines d'alunita de Tolfa, un element essencial a l'hora de tenyir, i va assignar al banc Pazzi lucratius drets sobre el maneig dels ingressos papals. El papa va escollir el seu nebot Girolamo Riario com el nou governador d'Imola, i Francesc Salviati com a arquebisbe de Pisa, una ciutat que era anteriorment rival comercial però que ara estava sotmesa a Florència. Aquest últim fet no agradà gens a Llorenç de Mèdici, i ordenà l'expulsió del nou arquebisbe de la ciutat.

### Els fets

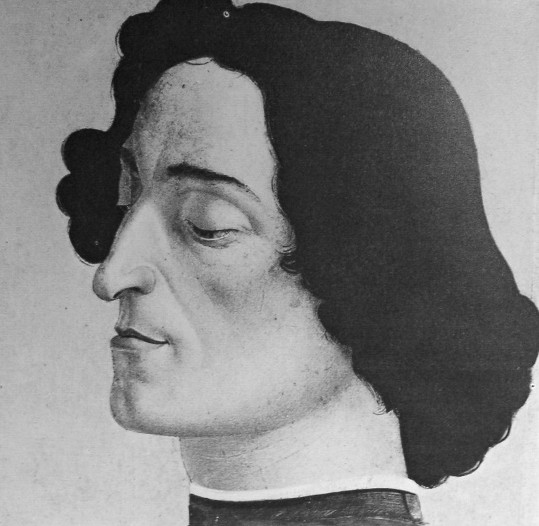
Detall d'un retrat de Julià de Mèdici realitzat per Sandro Botticelli.

La Conspiració dels Pazzi, una conspiració per tal d'assassinar Llorenç i Julià de Mèdici, fou posada en pràctica el diumenge dia 26 d'abril de 1478. Salviati i Francesco de Pazzi van planejar assassinar els dos senyors de Florència, i Riario va romandre a Roma. Així durant la missa solemne de Pasqua a la catedral de Florència Julià de Mèdici fou apunyalat 19 vegades, per una banda, que incloïa a un sacerdot, i es va dessagnar fins a morir sobre el sòl de la catedral, mentre el seu germà Llorenç va aconseguir escapar amb ferides serioses, les quals, però no amenaçaven la seva vida, i es refugià a la sagristia juntament amb l'humanista Angelo Poliziano. L'intent immediat i coordinat de capturar Llorenç va ser frustrat quan l'arquebisbe i cap del clan Salviati va quedar atrapat en una habitació les portes de la qual tenien un pestell ocult.
El cop d'estat fracassà i els enfurits florentins van atrapar i van matar als conspiradors. Jacopo dei Pazzi va ser llançat per una finestra, i rematat per la munió, i arrossegat nu a través dels carrers i llençat al riu Arno. La família Pazzi va ser privada de les seves possessions a Florència, i destruït tot vestigi del seu nom. Salviati, encara que era arquebisbe, va ser penjat als murs del Palau de la Senyoria. Encara que Llorenç va demanar a la munió que no executés justícia sumària, molts dels conspiradors, així com moltes persones acusades d'estar involucrades, van ser assassinats. Llorenç va aconseguir salvar al nebot de Sixt IV, el cardenal Raffaele Riario així com a dos parents dels conjurats.

### Conseqüències posteriors

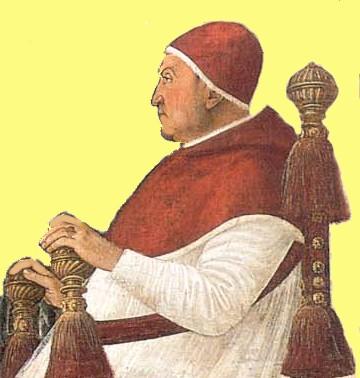
Imatge del papa Sixt IV.

Com a conseqüència de l'anomenada Conspiració Pazzi, el papa Della Rovere va posar a Florència en interdicte, prohibint la missa i la comunió, per l'execució de l'arquebisbe Salviati. Sixt IV va reclutar al tradicional braç militar del Papat, el rei Ferran I de Nàpols perquè ataqués a Florència. Sense cap ajuda dels aliats tradicionals de Florència, Bolonya i Milà, només l'hàbil diplomàcia personal del mateix Llorenç va assolir triomfar. Conduït per Giulio Antonio Acquaviva, va embarcar rumb a Nàpols i es va posar en les mans de Ferran I, que el va tenir captiu durant tres mesos abans d'alliberar-lo amb regals. El valor de Llorenç i la seva maquiavèlica realpolitik van mostrar a Ferran I com el papa es giraria contra ell si es tornava molt poderós al nord.
Després de la conspiració, els Pazzi van ser rehabilitats i van tornar a Florència.

### Implicació del Papat
El pla era bastant conegut pel papat. S'ha documentat al papa dient "El suport— mentre ningú sigui assassinat." El 2004, una carta xifrada dels arxius de la família Ubaldini va ser descoberta per Marcello Simonetta, un historiador de la Universitat Wesleyana de Connecticut (Estats Units) i decodificada. Va revelar que el condottiere i duc d'Urbino Frederic III Montefeltro, al servei del Papat, estava profundament involucrat en la conspiració, comprometent-se a situar 600 homes als afores de Florència, esperant el moment.

## La Conspiració en la ficció
Dos membres de la família Pazzi estan situats a l'Infern de La Divina Comèdia de Dante, ambdós en el cercle dels traïdors, encara que no per la Conspiració dels Pazzi, ja que Dante va viure 200 anys abans, però potser sí per censors d'edicions posteriors de l'obra per a adequar-la als nous posicionaments politicoideològics canviants amb el temps posterior als Pazzi i a Dante.
Rinaldo Pazzi és un detectiu de policia en la moderna Florència, el qual és mogut pel descobriment d'una quantiosa recompensa. Aquesta recompensa consisteix a brindar informació sobre Hannibal Lecter, un psiquiatre psicòpata que Rinaldo Pazzi té la lleugera impressió que és el nou i intrigant membre del museu de la ciutat, en la novel·la de 1999 Hannibal i la seva adaptació al cinema, realitzada dos anys després.
Una versió de ficció de la conjura dels Pazzi va ser la base per a la historia "Blac Masterpieces" de DC Comics Elseworlds, a Batman Annual #18, que presenta a un Batman renaixentista i Leonardo da Vinci.
La franquícia de vídeo-jocs "Assassin's Creed", en la segona part d'una trilogia, basa l'entramat argumental en la conspiració florentina en la que varen participar els Pazzi i els banquers papals.
La conspiració dels Pazzi ha servit d'inspiració a diverses novel·les, entre altres: 
- I, Mona Lisa de Jeanne Kalogridis, 2006
- La cruz y el lirio dorado, de Fernando Fernán-Gómez
- La Conjura. Matar a Lorenzo de Medicis, d'Eric Frattini, 2006
- Quattrocento, de Susana Fortes, 2007